# Барокна капија
Барокна капија била је једна од многобројних на Београдској тврђави, изграђена током велике аустријске обнове Београдске тврђаве, у првој половини 18. века.

## Положај и окружење
Барокна капија, данас зазидана, налази се на југоисточном бедему Горњег града Београдске тврђаве.
| „ | Комплекс Сахат и Барокне капије са Сахат-кулом инкорпориран је у средњовековни бедем и представља јединствени склоп унутар Београдске тврђаве, који се издваја различитошћу архитектуре, техника зидања и техничких решења. | ” |

## Историја
Барок је кратак тренутак у историји Београда када га је аустријска монархија преузела од скоро двовековног турског управљања и у њему покушала величанственим подухватима да у неколико деценија владавине Београд претвори из оријенталне вароши у прави европски утврђени град. Тако настао барокни град требало је да буде средство пропаганде којим је монархија желела да покаже сву своју снагу и величину према непријатељу.
За време напред наведених намера Аустрије  извођени су фортификацијских радови на Београдској тврђави, у првој половини 18. века, на основу пројекта Николе Доксата де Мореза. Београдска тврђава се преуређује у савремену утврду са украсним барокним капијама и иновативним здањима као што су Велики римски бунар и Велика барутана. Тако је у том грађевинском замаху настала и Барокна капија. Аустријанци су ову нову капију изградили у оквиру југоисточног бедема, ради стварања симетрије са главном тврђавском капијом – Стамбол капијом.

## Архитектура
Барокна капија, је грађевинска структура барокног архитектонског склопа у стандарндом декоративном стилу за аустријску монархију. На спољној страни југоисточног бедема виде се опеком зазидани остаци те капије која је археолошки истражена и обновљена. Приликом обнове откривени су остаци првобитног подног застора: калдрма у ширини пролаза и тротоар од опеке.
Када је Београдска тврђава поново враћена Турцима, они су у складу са одредбама Београдског мира из 1739. године, преграднним зидом затворли барокну аустријску капију југоисточног бедема Горњег града и поново отворили капију из Корнаровог доба – данашњу Сахат капију.

## Обнова
Барокна капија је до 1987. године била зазидана и ван функције, када је ревитализацијом настала Галерија Београдске тврђаве. Последњa обнова овог комплекса рађена је 2003. године, када је утврђено сложено стање и неопходност додатних радова. Тада је подигнута привремена надстрешница, која се на овом простору налазила 17 година, због чега је дошло до убрзаног пропадања унутар самих капија, поготову у Галерији Београдске тврђаве, која је данас затворена за посетиоце.
Једно време, у њој се налазила поставка „Изложба Београдска тврђава” у оквиру које су биле изложене:
- римске статуе и жртвеници са простора Србије и Београда,
- макете Тврђаве из 15. века,
- макете тврђаве из 1736. и 1790. године,
- део посвећен деспоту Стефану Лазаревићу и браниоцима Београда из 15. века,
- римске статуе и жртвеници са простора Србије и Београда,